# Vall de Boi
Vall de Boi (španjolski: Valle de Bohí) je uska dolina i visoravan (1.111 m visine i površine 219,49 km²) te općina u pokrajini Lleida, u zajednici Kataloniji u sjevernoj Španjolskoj. Nalazi se na sjeveroistočnom kutu županije (comarca) Alta Ribagorça, na španjolskoj ivici Pireneja, čija je najveća općina s glavnim gradom Barruera. Godine 2009. imala je 1.090 stanovnika (5/km²). U dolini se nalazi i skijalište Boí-Taüll, te dijelovi nacionalnog parka Aigüestortes i Estany de Sant Maurici.
Dolina je ipak najpoznatija po svojih devet ranoromaničkih crkvi koje čine najgušću koncentraciju romaničke arhitekture u Europi. One su zbog toga 2000. godine upisane na UNESCO-ov popis mjesta svjetske baštine u Europi.

## Povijest
Maursko osvajanje Španjolske nije doprlo do izoliranih pirenejskih visoravni, te u 9. stoljeću na ovom području nastaju prve kršćanske državice, većinom naseljene Baskima, koje su bile poprilično neovisne od svojih nominalnih franačkih vladara.
Vall de Boi je najprije pripadala grofovima Tolose, tj. baskijskim grofovima Ribargoza, te od 11. st. grofoviji Pallars koja je u 12. stoljeću postala dio Aragonskog kraljevstva. Iz tog vremena ostalo je mnogo utvrda koje su većinom vremenom propale.
Premda je dolina imala malo stanovnika u srednjem vijeku, zbog velikih nalazišta srebra njihovo plemstvo je bilo iznimno bogato. Novce su trošili na katalonsku rekonkvistu kojom je osvojen Barbastro i Zaragoza, ali i na gradnju mnogih crkvi od 11. do 14. stoljeća, većinom u stilu lombardijske romanike.

## Katalonske crkve doline Vall de Boi
Crkve karakterizira bogato klesarsko ukrašavanje i elegantni visoki tornjevi, a većina ih je i danas u vjerskoj uporabi. Njihove zidne slike se danas čuvaju u Državnom muzeju umjetnosti Katalonije u Barceloni.
Od mnogih romaničkih građevina najpoznatije i najsačuvanije su one koje su UNESCO-ova svjetska baština:
| Slika | Ime                                                                 | Izgradnja            | Lokacija      | Koordinate                                | Bilješke |
| ----- | ------------------------------------------------------------------- | -------------------- | ------------- | ----------------------------------------- | --- |
|       | Crkva sv. Klimenta u Taüllu (Sant Climent de Taüll)                 | 1123.                | Taüll         | 42°18′37″N 0°30′20″E / 42.3103°N 0.5055°E | Crkvu sv. Klimenta u Taüllu posvetio je biskup Roda 1123. godine i ona je najveća i najsačuvanija crkva u Vall de Boi. Crkva je trobrodna bazilika s polukružnom apsidom čiji su brodovi razdvojeni kolonadom arkada, a posjeduje i originalni dvoslivni drveni krov. Fasada crkve je ukrašena uklesanim frizovima i pilastrima. S jugoistočne strane crkve stoji samostalni zvonik (kampanil) od granita, iznimno ukrašen, koji ima lučne prozore na svojih šest katova. Freska Krista Pankratora koja se nalazila u apsidi crkve, a smatra se remek-djelom romaničkog slikarstva, danas se čuva u Državnom muzeju umjetnosti Katalonije u Barceloni. |
|       | Crkva sv. Marije u Taüllu (Santa Maria de Taüll)                    | 1123.                | Taüll         | 42°18′41″N 0°30′19″E / 42.3113°N 0.5053°E | Izgrađena i posvećena samo dan nakon Crkve sv. Klimenta, ona je trobrodna bazilika s polukružnom apsidom na kraju svakog broda. Njen toranj se uzdiže iz južnog broda i njegovi ukrasi nisu klesani u istoj kvaliteti kao ostatak crkve. Temeljito je obnovljena u 18. stoljeću i dodana joj je kupola, a freske su joj uklonjene na čuvanje u DMK u Barceloni 1918. godine. God. 1970. uklonjene su preinake iz 18. st., uključujući kupolu. |
|       | Sant Feliu de Barruera                                              | 12. stoljeće         | Barruera      | 40°12′14″N 1°03′48″E / 40.2039°N 1.0633°E | Crkva se nalazi sjeverno od središta mjesta Barruera koje leži na strateškom položaju od kojega se dolina širi, a bila je spojena sa srednjovjekovnom opatijom koje danas nema. Od izvorna tri broda sačuvan je samo središnji s bačvastim svodom i polukružnom apsidom, te četvrtastim transeptom i kapelom na sjevernom zidu. Jednostavan neukrašen toranj se nalazi na njenom jugoistočnom ćošku. U 16. stoljeću dodani su joj gotičke kapele i fasada. |
|       | Crkva sv. Ivana u Boi (Sant Joan de Boí)                            | 1064. – 1140.        | Boí           | 42°18′43″N 0°30′04″E / 42.3120°N 0.501°E  | Crkva sv. Ivana se nalazi u ulazu u selo Boí po kojemu je nazvana cijela dolina. Crkva je trobrodna bazilika s polukružnim apsidama na krajevima bočnih brodova. Izvorni drveni krov je zamijenjen kamenim svodom, a toranj se uzdiže na jugu južnog broda. Iako je obnovljena u 18. stoljeću, većina preinaka je uklonjena 1960-ih kako bi joj se povratio izvorni romanički izgled. God. 1919. uklonjene su joj freske na čuvanje u DMKuB. |
|       | Crkva sv. Eulalije u la Vallu (Santa Eulàlia d'Erill la Vall)       | 1064. – 1266.        | Erill la Vall | 42°18′46″N 0°29′28″E / 42.3129°N 0.491°E  | Jednobordna crkva s tri polukružne apsida na istočnom kraju i polukružnim nadsvođenim trijemom na zapadnom ulazu. Izvorni drveni krov je zamijenjen kamenim bačvastim svodom. Njen toranj na čest katova uzdiže se na sjevernom zidu i visok je 23 metra. |
|       | Crkva Uznesenja Djevice Marije (Santa Maria de l'Assumpció de Cóll) | 1110.                | Cóll          | 42°16′55″N 0°27′44″E / 42.2819°N 0.4621°E | Crkva se nalazi malo izvan sela Cóll i ima jedan brod s apsidom i bačvastim svodom, te kasnije gotičke nadogradnje poput kapele na sjevrnoj strani i tornjem na dva kata na južnoj strani, čime je stvoren tlocrt križa. Unutrašnjost je osvijetljena okulusima (okrugli prozori) na istočnom i zapadnom kraju. Toranj je danas u jadnom stanju. |
|       | Santa Maria de Cardet                                               | 11. stoljeće - 1373. | Cardet        | 42°17′43″N 0°28′47″E / 42.2952°N 0.4796°E | Crkva se nalazi na istočnoj stijeni sela Cardet koje se nalazi na klisuri kroz koju se ulazi u dolinu. Crkva je jednobrodna bazilika s apsidom na istočnom kraju i kriptom ispod apside, izgrađenom zbog kosine tla na kojem stoji crkva. Sakristija je dodana na jugoistočnom zidu, a kapela na sjeveru fasade. Izvana je zadržala izvorni oblik iz 11. stoljeća usprkos obnovama u 12., 13. i 17. stoljeću. Unutra je ipak uređena u baroknom stilu iz 17. stoljeća. |
|       | Nativitat de la Mare de Déu de Durro                                | 12. stoljeće         | Durro         | 42°17′43″N 0°29′29″E / 42.2953°N 0.4914°E | Crkva se nalazi u selu Durro koje je smješteno na visini od 1.386 metara, na južnoj strani planine. Crkva je jednobrodna bazilika s uskim i dugim brodom koji završava apsidom, ze ima kameni pokrov na drvenom krovu. Apsida je zamijenjena sakristijom, a dvije kvadratične kapele su izgrađene na zapadnom zidu. Zvonik joj se nalazi na sjevroistočnom ćošku i ima pet katova. Na ulazu joj se nalazi nadsvođeni lučni trijem. Od 12. stoljeća je više puta obnavljana i zadržala je malo izvornih odlika, osobito u njenoj baroknoj unutrašnjosti.                                                                                                |
|       | L'ermita de Sant Quirc de Durro                                     | 12. st.              | Durro         | 42°17′39″N 0°29′03″E / 42.2942°N 0.4841°E | Malena isposnička crkva sv. Quirca se nalazi na kamenitoj klisuri u blizini sela Durro. Ona ima kratki brod i apsidu, te ulaz na jugu. Kratki zvonik joj se diže iznad zapadnog kraja. Kameni krov, do kojega se može uspeti izvana, je vjerojatno služio kao spremište hrane. |

## Vanjske poveznice
- Službena stranica doline Valle de Bohí  Arhivirana inačica izvorne stranice od 28. rujna 2007. (Wayback Machine) (šp.)
- Karta s lokacijama i informacijama o crkvama  Arhivirana inačica izvorne stranice od 27. rujna 2007. (Wayback Machine)